# Reginald Ray
Ne pas confondre avec Réginald Ray, un ancien footballeur français
Reginald Ray est un érudit bouddhiste connu. Depuis 1974, il a enseigné au Département d'études religieuses de l'Université de Naropa, à Boulder (Colorado).
Reginald Ray est un disciple de Chogyam Trungpa Rinpoché.

## Œuvres
Ses œuvres majeures sont les suivantes :
- Buddhist Saints in India: A Study in Buddhist Values & Orientations (Saints bouddhistes en Inde : une étude de valeurs et d'orientations bouddhiques).
- Indestructible Truth: the living spirituality of Tibetan Buddhism (Vérité indestructible : la spiritualité vivante du bouddhisme tibétain), décrivant les traditions du bouddhisme tibétain.
- Secret of the Vajra World: The Tantric Buddhism of Tibet (Secret du monde du Vajra : le bouddhisme tantrique du Tibet), explorant les aspects ésotérique et tantrique du bouddhisme tibétain.